# Kirche Sarnow

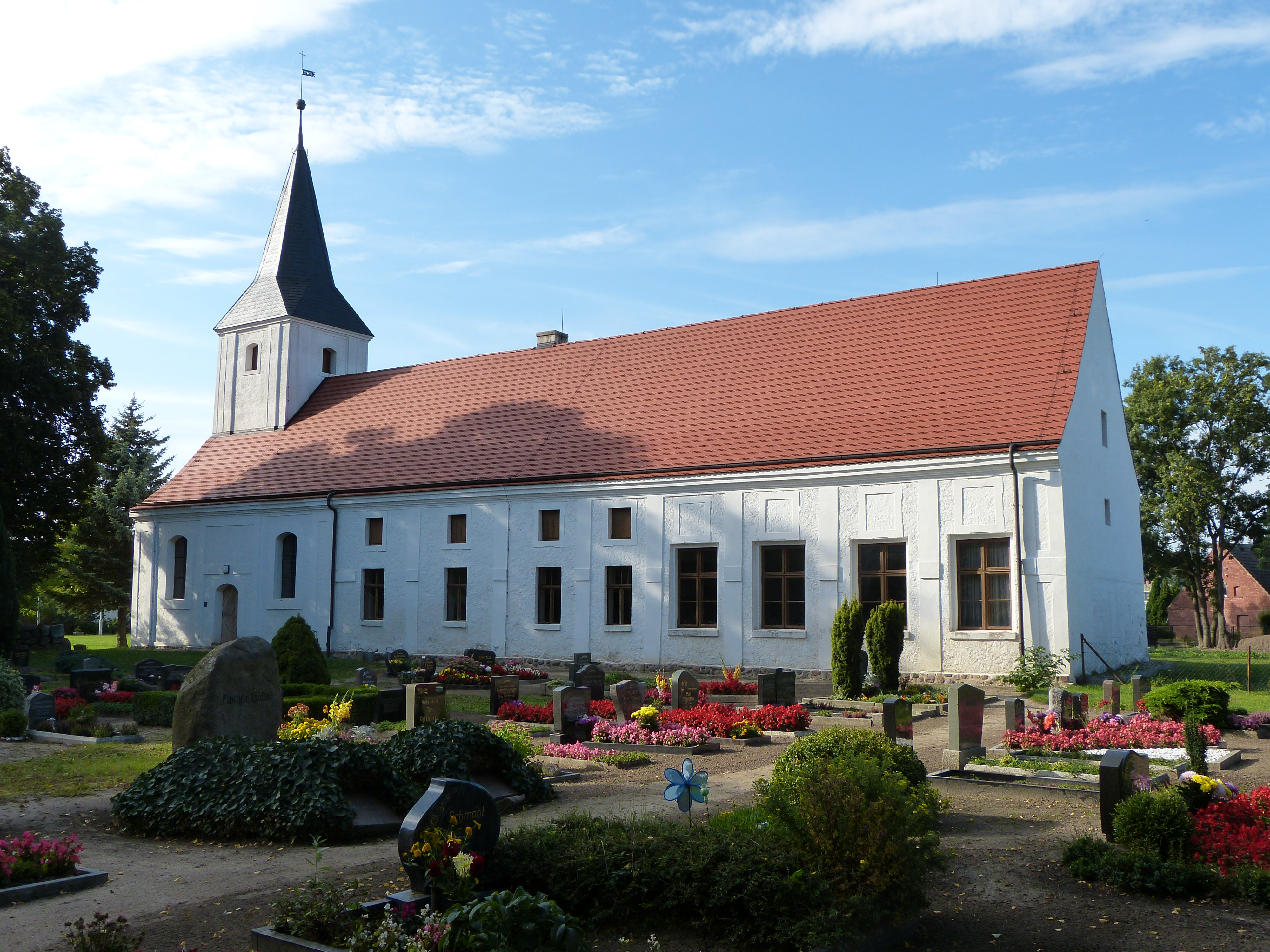
Kirche Sarnow

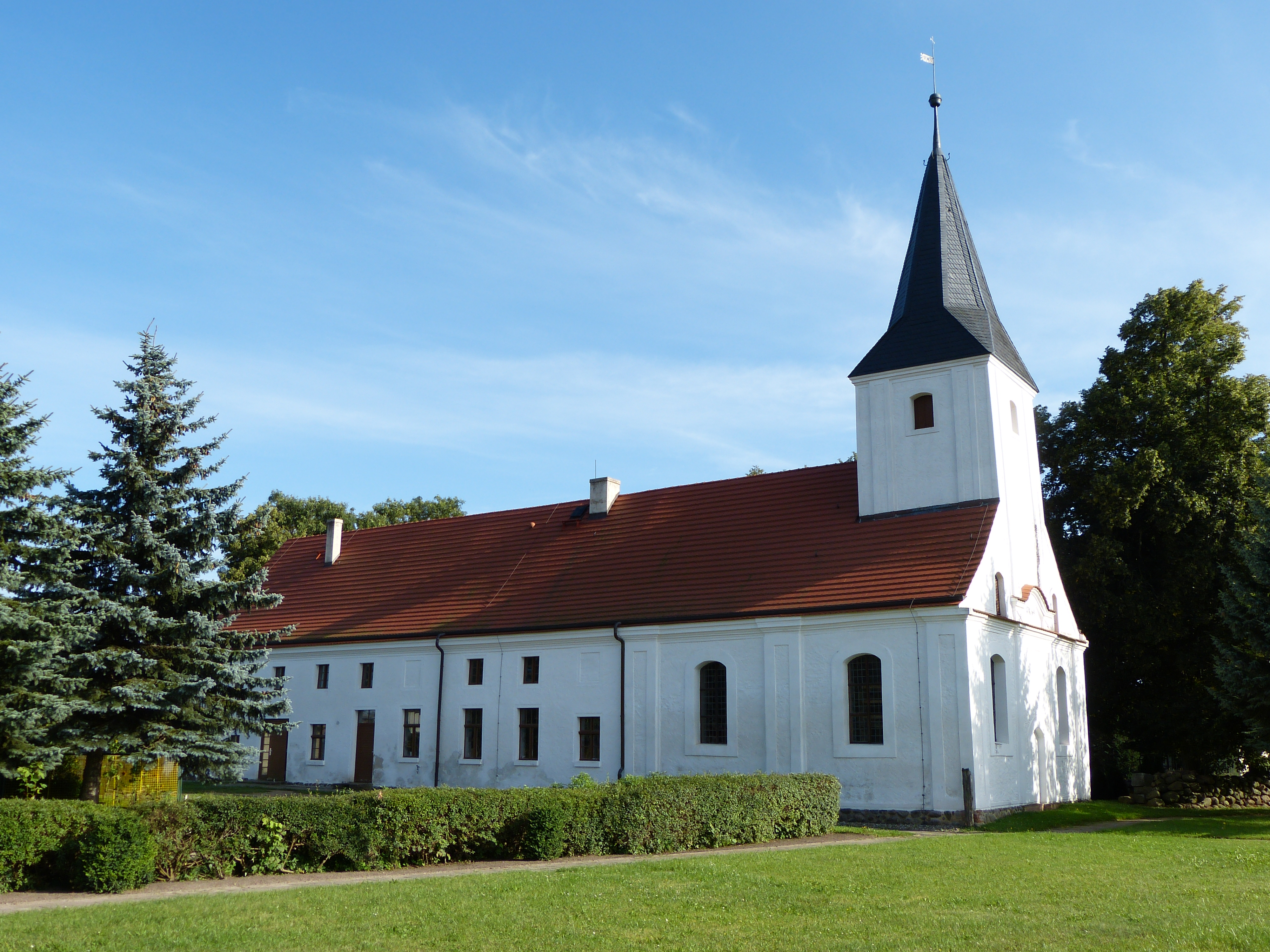
Nordseite

Die evangelische Kirche Sarnow ist ein denkmalgeschütztes Gebäude in Sarnow, einer Gemeinde im Landkreis Vorpommern-Greifswald im Land Mecklenburg-Vorpommern. Sie gehört zur Propstei Pasewalk im Kirchenkreis Pommern der Evangelisch-Lutherischen Kirche in Norddeutschland. Das dreiteilige Ensemble von Kirche, Dorfschule und Armenhaus (Hospital) unter einem Dach ist im deutschsprachigen Raum einmalig.

## Lage
Die Bundesstraße 197 führt von Südwesten kommend in nordöstlicher Richtung durch den Ort. Im historischen Dorfkern zweigt der Schwerinsburger Damm nach Osten hin ab. Das Bauensemble steht südöstlich dieser Abzweigung auf einem Grundstück mit einem umgebenden Kirchfriedhof, der nur an der südlichen Seite eingefriedet ist.

## Geschichte
Der Neubau anstelle eines Vorgängerbaus wurde von 1752 bis 1755 mit Mitteln der Kirchgemeinde und einem Zuschuss der Gutsherrschaft errichtet. Die Handwerker nutzten dabei im östlichen Bereich des Bauwerks die Fundamente aus Feldstein des Vorgängerbaus. Für die Gutsherren, die Familie von Schwerin, war diese Einrichtung ein Zeugnis ihrer pietistischen Geisteshaltung. Die Gesamtkosten betrugen etwas mehr als 2110 Taler. Sophia Juliane von Schwerin (1694–1755), die Schwester des Generalfeldmarschalls Kurt Christoph von Schwerin, beaufsichtigte den Bau, erlebte die Kirchweihe am 14. März 1756 aber nicht mehr. 1810 wurde die Schule integriert.
1900 übereignete Victor von Schwerin den Schul- und Hospitalteil der Schulgemeinde Sarnow. Anfang des 20. Jahrhunderts wurde der Bereich des bisherigen Armenhauses umgebaut. Die Decke wurde hochgezogen, es wurden ein Klassenraum und eine Lehrerwohnung eingerichtet. Von den 17 Kammern blieb nur eine übrig. Trotz mehrfacher Eingriffe und Umbauten, auch noch im 20. Jahrhundert, blieb ein großer Teil der Originalsubstanz erhalten. Dazu zählen auch Reste der Putzgliederungen in Form von Pilastern und profilierten Gesimsen und im Innern der bauzeitlich liegende Dachstuhl.
Nach dem Neubau einer Schule in den 1960er Jahren im Ort wurden 1965 die Schulküche und der Speiseraum im Gebäude untergebracht und bis zur Schließung der Schule 2008 genutzt.
Ab 1968 fanden in der Kirche keine Gottesdienste mehr statt. Erst 1993/1994 erfolgte eine Notsicherung wegen des inzwischen verschlechterten baulichen Zustandes. Die Holzkonstruktion des einsturzgefährdeten Turmes wurde 1999 erneuert. In den folgenden Jahren wurden unter Mitwirkung der Gemeinde Sarnow umfangreiche Sanierungsarbeiten durchgeführt. Finanziell unterstützt wurden die Arbeiten unter anderem von der Deutschen Stiftung Denkmalschutz, der Stiftung zur Bewahrung kirchlicher Baudenkmäler in Deutschland sowie vom Landesamt für Kultur und Denkmalpflege. Seit 2009 wird die Kirche wieder für Gottesdienste genutzt.

## Baubeschreibung
Der Bau gliedert sich in drei Teile. Der langgestreckte Putzbau steht im Osten auf einem älteren Feldsteinfundament. Die Ostwand ist gerade und nicht eingezogen. Mittig ist eine kleine, quadratische Öffnung, darüber im Giebel eine weitere kleine und hochrechteckige Öffnung. An der Nordseite sind im östlichen Bereich im unteren Geschoss zwei kleine Fenster, gefolgt von einer Tür sowie einem deutlich größeren Fenster. Es folgen nach Westen hin eine weitere Tür sowie drei gleich große Rechteckfenster. Westlich ist ein weiteres, kleineres Fenster. Im oberen Geschoss sind zunächst fünf kleine, quadratische Fenster. Ein weiteres ist zugesetzt, gefolgt von zwei Fenstern sowie einem weiteren, zugesetzten Fenster. An der Südseite finden sich vier große Fenster sowie nach Osten hin vier deutlich kleinere im unteren Geschoss. Dort sind im oberen Geschoss vier weitere, quadratische Fenster. Im zweigeschossigen Mittelteil befanden sich drei Stuben und 17 Kammern, in denen alte und pflegebedürftige Untertanen Wohnung und Versorgung fanden. Außerdem befand sich darin die Wohnung des Schullehrers.
Den Westteil bildet mit drei Achsen die eigentliche spätbarocke Kirche mit dem Giebelturm. Sie wurde mit Back- und Feldsteinen, der eingezogene Westturm in Fachwerkbauweise mit einem Satteldach errichtet. Kirchenschiff und Kirchturm sind mit Lisenen gegliedert und haben segmentbogige Öffnungen. Der Kirchenraum nimmt beide Geschosse des zweigeschossigen Gebäudes ein und setzt sich äußerlich deutlich von den anderen Funktionen im Gebäude ab. Das Westportal ist von einer Rechteckvorlage mit Segmentbogengiebel umgeben. Daneben sind je ein segmentbogenförmiges Fenster. Das Südportal ist durch Putzrahmung betont. Im Turmhelm ist an jeder Seite eine segmentbogenförmige Klangarkade. Der achtfach geknickte Spitzhelm des Turms ist mit Schiefer gedeckt und schließt mit einer Turmkugel und Kreuz ab.
Auf Grund der außergewöhnlichen Kombination von Kirche, Schule und Armenhaus ist das Denkmal ein einzigartiges Zeugnis für das soziale Verständnis des damaligen Bauherrn und daher sozialgeschichtlich von überregionaler Bedeutung.
Zur Kirchenausstattung gehört unter anderem ein Kanzelaltar, der im Dehio-Handbuch als „schlicht“ beschrieben wird. Er entstand in der Mitte des 18. Jahrhunderts. Die Glocke wurde 1844 gegossen.